# 常熟农村商业银行
常熟农村商业银行（Changshu Rural Commercial Bank）上交所：601128，简称：常熟银行，全称江苏常熟农村商业银行股份有限公司，是常熟市唯一本地总部银行、也是苏州市内五所股份制的农村商业银行之一，成立于2001年11月28日。目前设有170家分支机构，在江苏省内苏州、南京、无锡、镇江、扬州、泰州、连云港、南通、盐城、淮安、宿迁有支行。并发起设立34家兴福村镇银行。总行位于常熟市新世纪大道58号